# Иван Перез
Иван Перез Варгас (шп. Iván Pérez Vargas; Хавана, 5. децембар 1971) је бивши шпански ватерполиста, пореклом са Кубе. Играо је на позицији центра.
Са репрезентацијом Шпаније је освојио златне медаље на светским првенствима 1998. у Перту и 2001. у Фукуоки, сребрну медаљу на Светском првентву 2009. у Риму, бронзану медаљу на Светском првентву 2007. у Мелбурну и бронзану медаљу на Европском првенству у ватерполу 2006. у Београду.